# Пекельний бункер (фільм)
«Пеке́льний бу́нкер» (англ. Outpost) — британський фільм жахів 2008 року. Прем'єрний показ відбувся в США 11 березня 2008 року.

## Сюжет
Інтернаціональний загін найманців супроводжує вченого у пошуках таємничого бункера, захованого у нетрях лісу в одній з країн Східної Європи (судячи з подій фільму, найімовірніше, в Югославії). Діставшись до потрібного квадрата, бувалі бійці виходять на об'єкт, наражаючись на атаку невідомого. Не знайшовши слідів, гільз і тіла стрільця, вони входять до бункера.
Досліджуючи об'єкт, загін виявляє дивну істоту — бліду людину, якій вдалося вижити. Загін намагається з'ясувати, хто ця людина, але контакт встановити не вдається — знайдена людина весь час мовчить і відводить погляд. Тим часом вчений знаходить те, за чим приїхав і чому присвятив останні 16 років свого життя: перетворювач простору і матерії, за допомогою якого, свого часу, німецька армія намагалася створити надлюдину — суперсолдата, який здатний ставати невидимим (дематеріалізовуватися), долати сотні миль без їжі й води та ставати видимим там, де це потрібно, наприклад «біля воріт Білого дому» (цитата з фільму), застаючи армію супротивника зненацька. Як з'ясувалося, експеримент пройшов вдало, але головною і страшною новиною для загону стало те, що в цьому бункері досі мешкають такі надлюди — колись живі солдати спеціального загону СС, а нині зомбовані монстри, що з'являються нізвідки й вміють робити тільки те, чому їх вчили — вбивати, а знайдена ними істота виявляється бригадефюрером СС, командиром зомбованих солдатів СС. Вчений і шестеро стрільців виявляються заручниками пекельного бункера, а супересесівці починають знищувати їх одного за іншим. Військова місія перетворюється на справжню різанину. Після того, як від загону залишилося лише четверо, вчений вирішує, що зможе використовувати перетворювач для зупинки екссолдатів Третього Рейху, підходить до апарату живлення і запускає його. Випустивши всього один пучок енергії, апарат виходить з ладу, зупинивши вбивць всього лише на кілька секунд.
Фільм завершується прибуттям вогневої групи підтримки — вже професійних військових, які знову знаходять того ж одного-єдиного вцілілого і потрапляють у жах нацистського бункера, який нездатні перемогти.

## У ролях
| Актор         | Роль                                            |
| ------------- | ----------------------------------------------- |
| Рей Стівенсон | DC                                              |
| Джуліан Уедем | Хант                                            |
| Річард Брейк  | Прайр                                           |
| Пол Блер      | Джордан                                         |
| Бретт Фенсі   | Тактаров                                        |
| Енок Фрост    | Коттер                                          |
| Джонні Мерес  | бригадефюрер Гетц Клоу (ватажок нацистів-зомбі) |

## Сиквели
Друга частина фільму вийшла під назвою «Пекельний бункер: Чорне сонце».
Наукові розробки, які велися німцями під час Другої світової війни щодо створення безсмертних солдатів, не були марними. Уже в наші дні бійці антитерористичної операції стикаються з батальйоном зомбі-солдатів нацистської Німеччини з поміж штурмовиків. Протистояти воскреслим мерцям практично неможливо, але ще складніше завдання стоїть перед героями фільму — знайти та знищити джерело енергії, що воскрешає армії, загрожуючи світові Четвертим Рейхом.
Третя частина фільму вийшла під назвою «Пекельний бункер: Повстання спецназу».
Після нападу на колону німецьких солдатів у руки бійців спецгрупи Червоної Армії потрапляють секретні документи, в яких міститься інформація про розташування таємної нацистської лабораторії. Командир Долохов вирішує знайти й ліквідувати лабораторію, але внаслідок раптового нападу його захоплюють в полон, і він потрапляє в справжнісіньке пекло в підземеллях таємничого бункера.